# Holonothrus novaecaledoniae
Holonothrus novaecaledoniae är en kvalsterart som beskrevs av Ziemowit Olszanowski 1997. Holonothrus novaecaledoniae ingår i släktet Holonothrus och familjen Crotoniidae. Inga underarter finns listade i Catalogue of Life.